# Bảng Gibraltar
Bảng Gibraltar (ký hiệu: £; mã tiền tệ: GIP) là tiền tệ của Gibraltar. Nó được chốt với – và có thể trao đổi với - bảng Anh bằng đồng bảng Anh. Tiền xu và tiền giấy của bảng Anh Gibraltar được đúc hoặc in bởi Chính phủ Gibraltar.

## Lịch sử

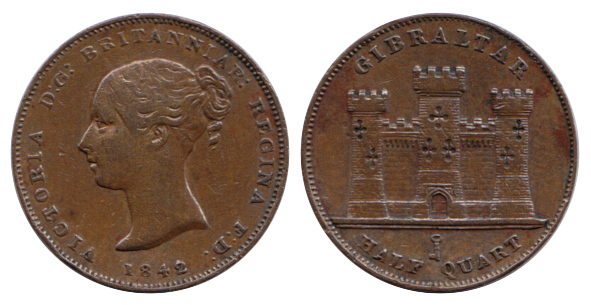
Đồng xu 1/2 quarto, 1842

Cho đến năm 1872, tình hình tiền tệ ở Gibraltar rất phức tạp, với một hệ thống dựa trên thực tế đang được sử dụng bao gồm các đồng tiền của Anh, Tây Ban Nha và Gibraltar. Từ năm 1825, đồng thật (thực tế là tiếng Tây Ban Nha de facto) đã được gắn với bảng Anh với tỷ giá 1 đô la Tây Ban Nha đến 4 shilling 4 pence (tương đương 21,67 pence ngày nay). Tuy nhiên, vào năm 1872, tiền tệ Tây Ban Nha đã trở thành đấu thầu hợp pháp duy nhất tại Gibraltar. Vào năm 1898, Chiến tranh Mỹ Tây Ban Nha đã khiến đồng peseta của Tây Ban Nha giảm xuống một cách đáng báo động và đồng bảng Anh được giới thiệu là tiền tệ duy nhất của Gibraltar, ban đầu dưới dạng tiền xu và tiền giấy của Anh.
Năm 1898, đồng bảng Anh được đấu thầu hợp pháp, mặc dù đồng peseta của Tây Ban Nha vẫn tiếp tục lưu hành cho đến Nội chiến Tây Ban Nha. Từ năm 1927, Gibraltar đã phát hành tiền giấy của riêng mình và từ năm 1988, đồng tiền riêng của nó. Gibraltar đã thập phân vào năm 1971 cùng lúc với Vương quốc Anh, thay thế hệ thống 1 bảng=20 shilling=240 pence bằng một pao 1 bảng=100 (mới).